# 斯盛居
29°34′18.72″N 120°26′47.89″E / 29.5718667°N 120.4466361°E
斯盛居是中国浙江省诸暨市一座木结构民居建筑。民居位于东白湖镇斯宅村，由当地巨富斯元儒建造于清代嘉庆年间，因门额写有“于斯为盛”四字而得名。又因其规模宏大，拥有超过千根立柱又得名千柱屋。2001年，斯盛居与发祥居和华国公别墅一起以斯氏古民居建筑群的名义列入第五批全国重点文物保护单位。

## 结构
斯盛居是典型的清代江南宗族建筑。建筑坐北朝南，规模宏大，东西宽108.56米，南北深63.10米，占地面积6850平方米。建筑拥有一条中轴线和东西各两条轴线。中轴线三进，分别为门楼、大厅和座楼，其他轴线为两进，各设有两座独立的座楼式四合院落，通过侧面的长廊相通。正厅为五架抬式结构，两侧设有四间厢房，起名“丛桂堂”、“双槐堂”、“福寿堂”和“仁寿堂”。整座建筑共有10个大天井，36个小天井，121间楼屋，1322根柱子。在屋中行走，可以做到“晴不见日，雨不湿鞋”。

## 雕刻
斯盛居遍布砖雕、石雕、木雕工艺品。正门和侧门均为砖雕斗拱。正门石雕篆书“于斯为盛”语出论语，又与宗族姓氏暗合。四扇侧门的门额上刻有人物故事，四周刻有瑞兽和花卉。正厅照壁上方有一幅《百马图》砖雕，由21块方砖相连组成，长704厘米，共刻有53匹马。图中的每个人和每匹马的动作神态各不相同，并与山水林木形成一幅完整的画面，为整座建筑中砖雕艺术的精品。木制门窗上也刻有梅兰竹菊、吉祥如意等图案。

## 图集

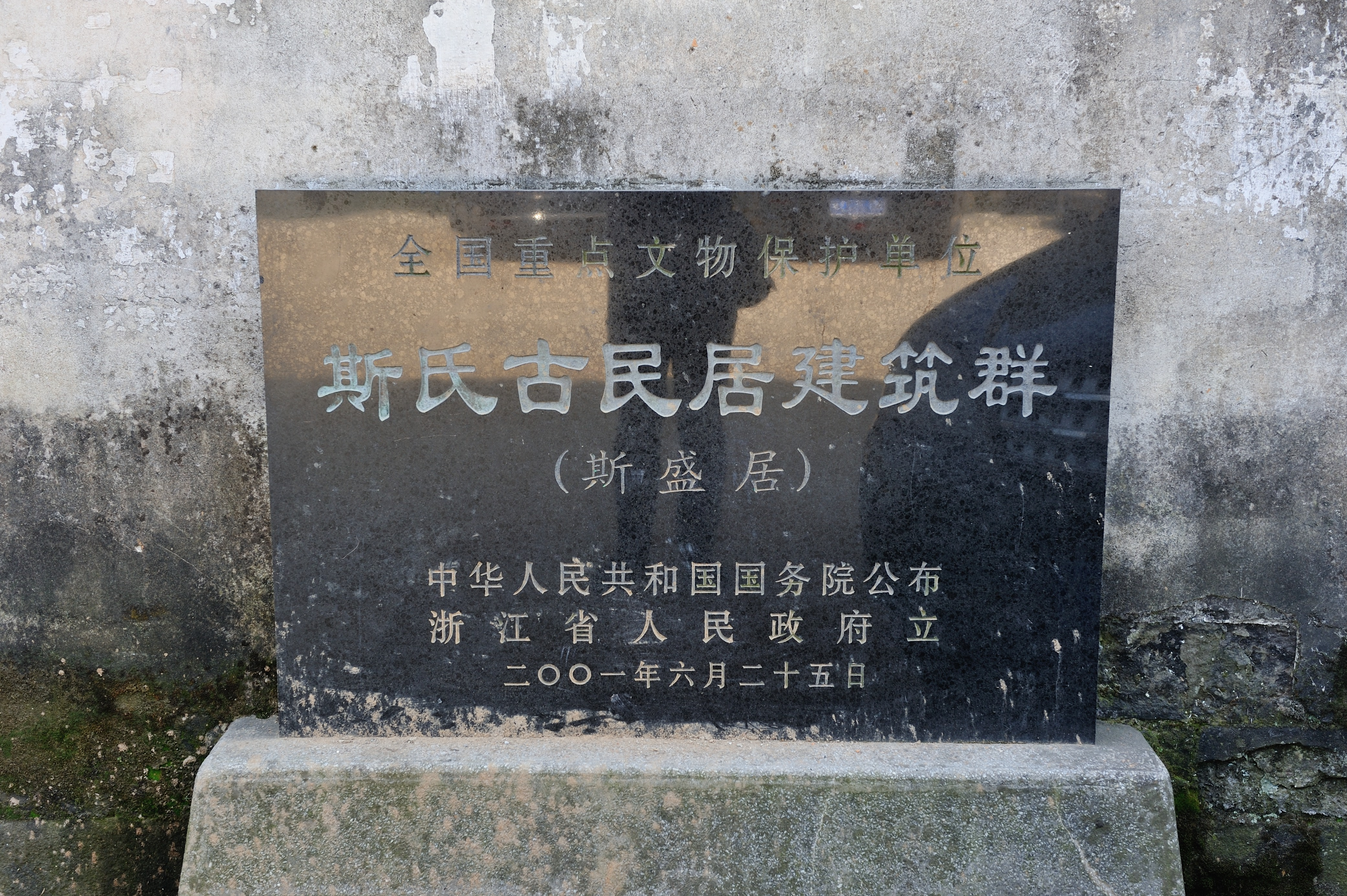
全国重点文物保护单位碑
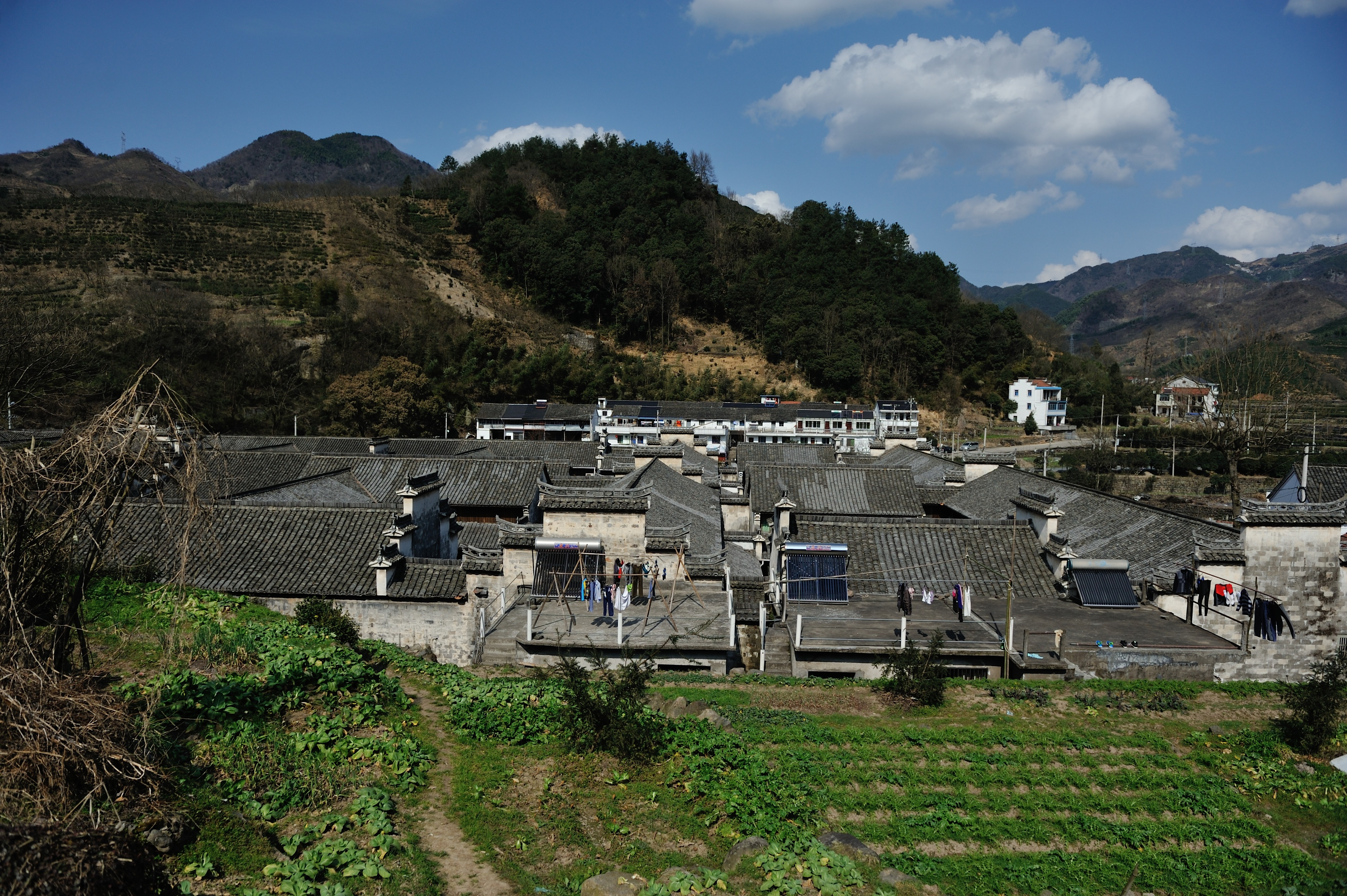
从后山俯瞰
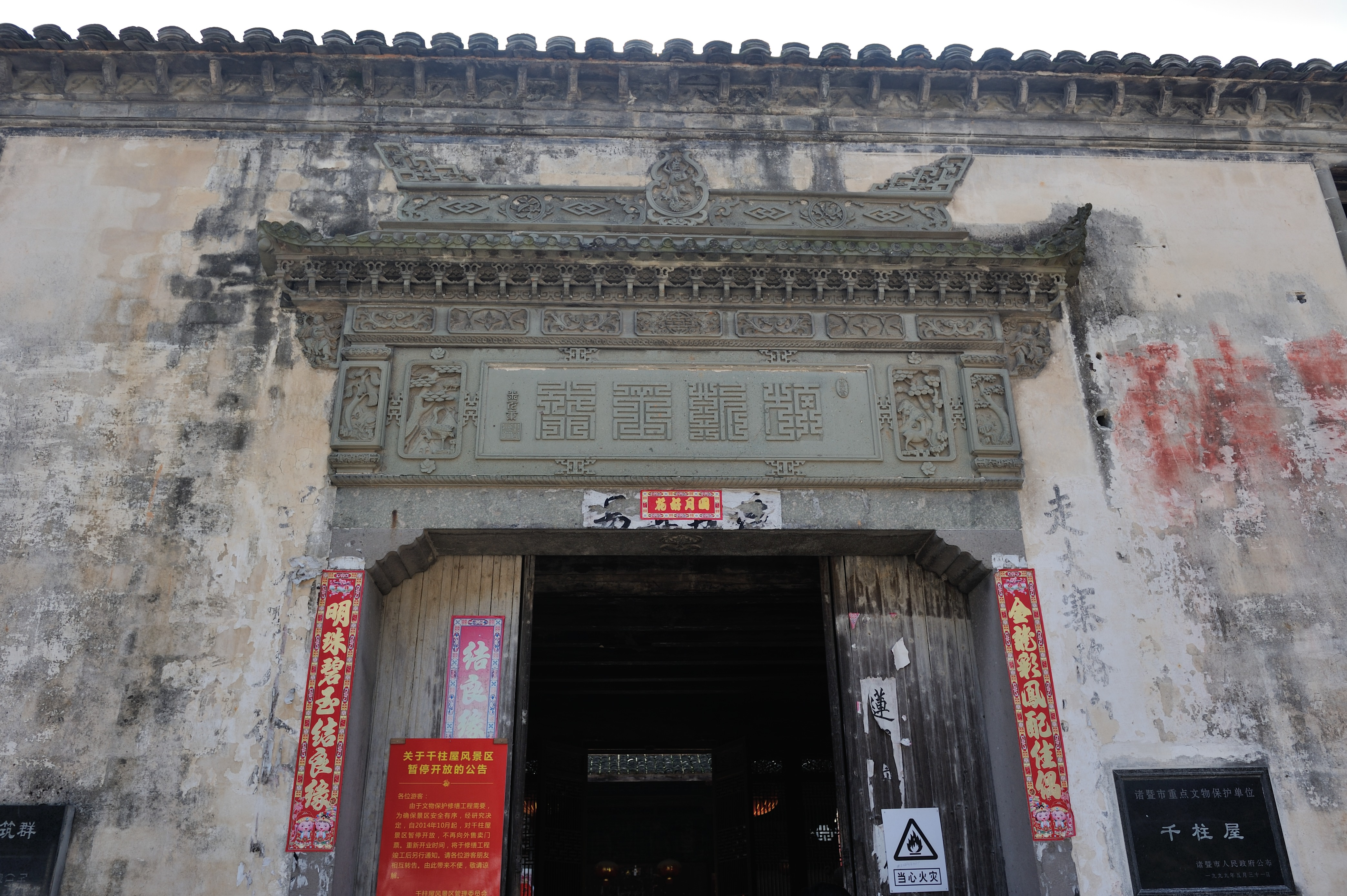
正门“于斯为盛”砖雕
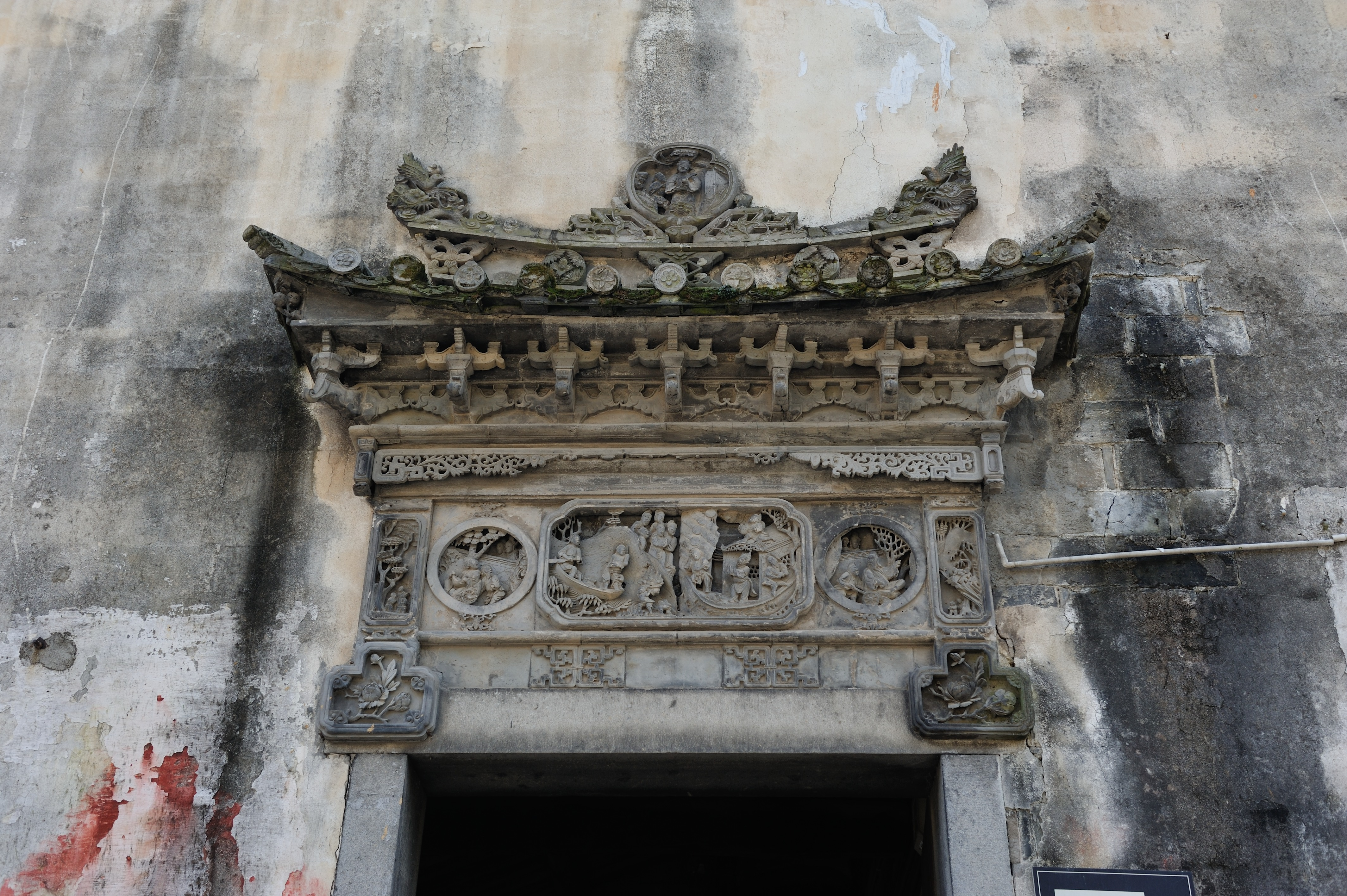
侧门砖雕
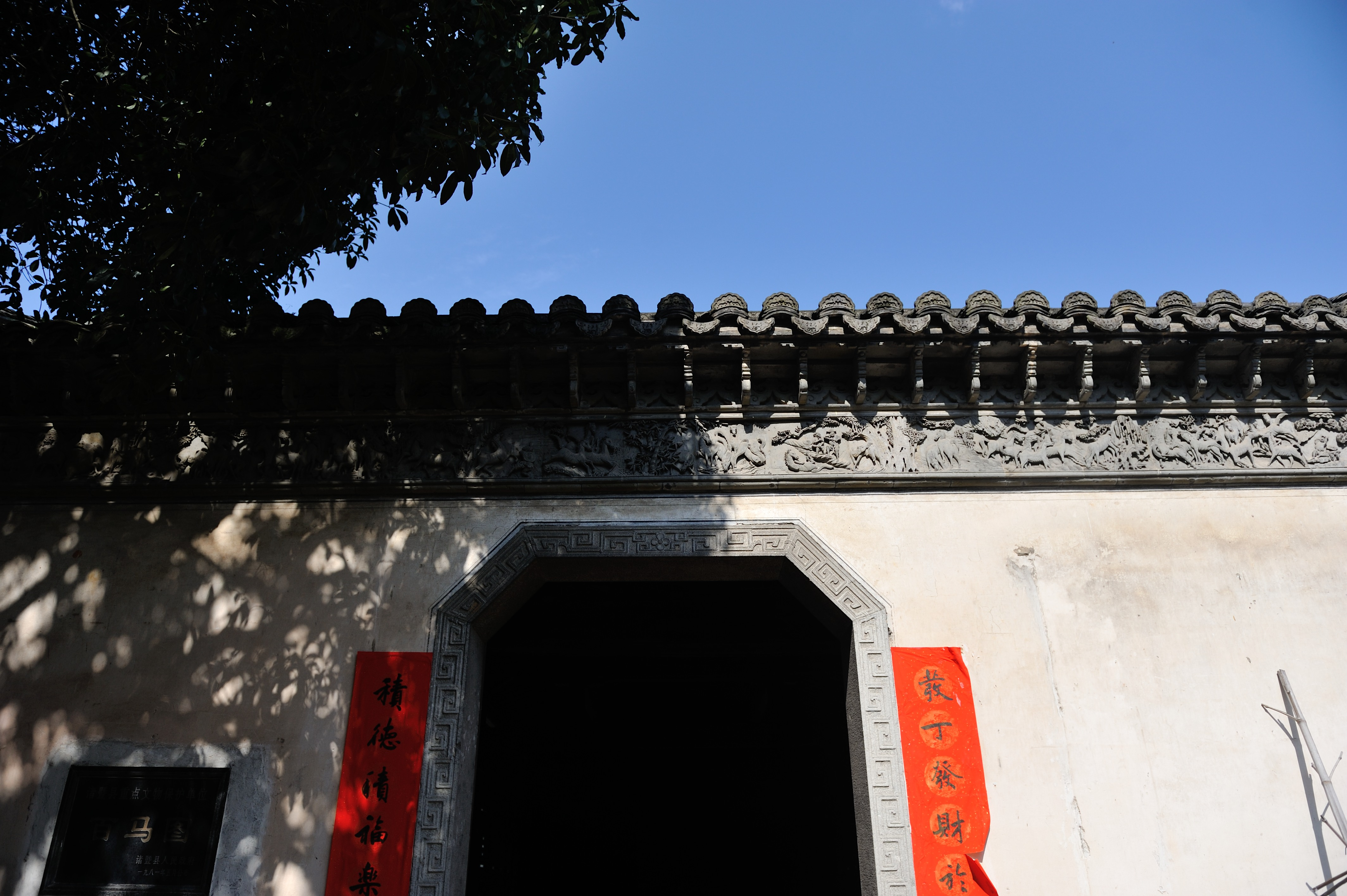
照壁“百马图”局部
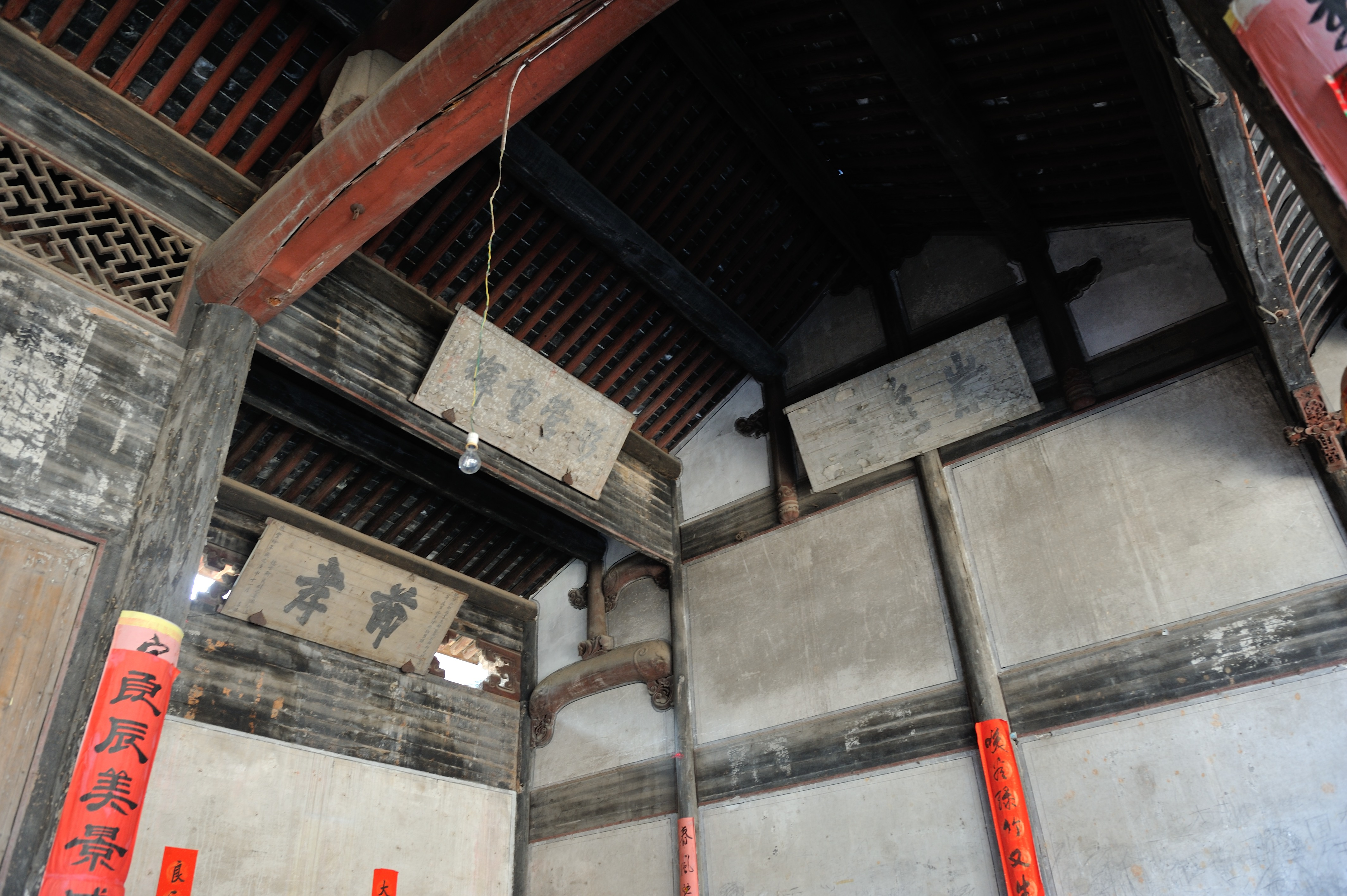
正厅匾额